# Chiesa di San Domenico (Cagli)
La Chiesa di San Domenico è una chiesa di Cagli.

## Descrizione
Già intitolata a San Giovanni Battista, la chiesa fu edificata dai Celestini a seguito della traslazione della città del 1289 con posteriore abside del 1655 e campanile del 1654. Il fronte principale è adorno di un portale datato 1483. L'interno ad aula unica con capriate a vista, mostra al primo altare a sinistra la seicentesca pala del Miracolo di Soriano di scuola napoletana. A lato dell'altare è il monumento funebre che nel 1481 Pietro Tiranni fece erigere in onore della consorte Battista e per il quale Giovanni Santi (padre di Raffaello) eseguì, con accenti fiamminghi, l'affresco del Cristo nel Sarcofago fra San Gerolamo e San Bonaventura.

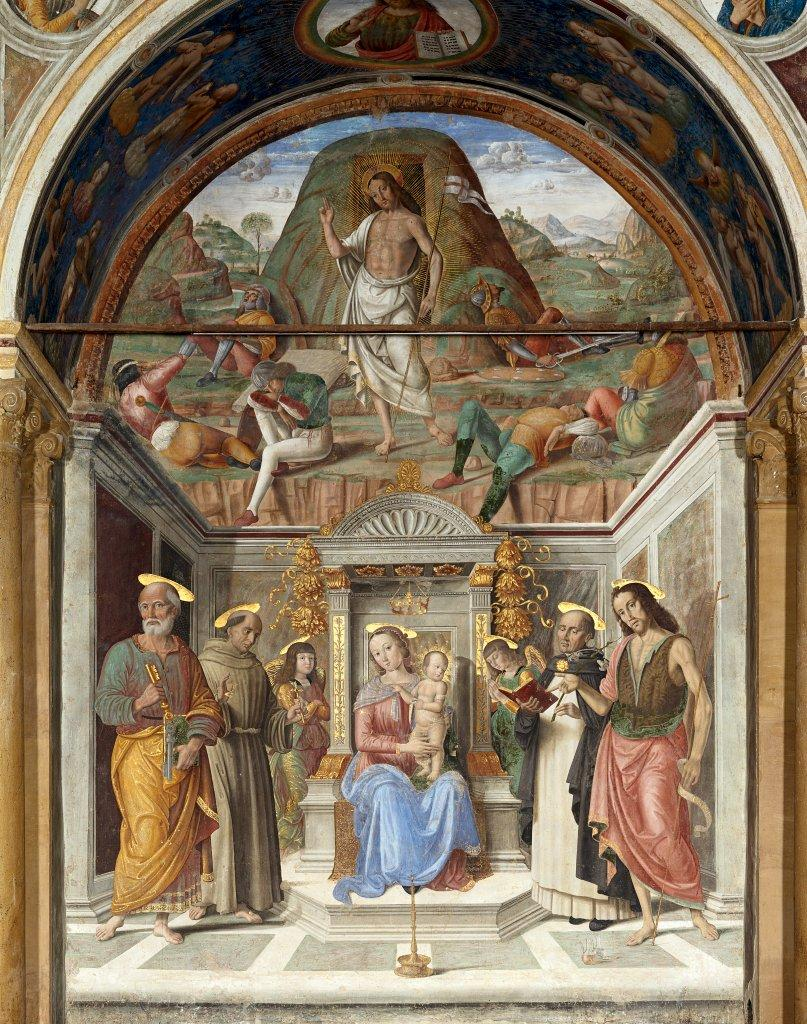
Cappella Tiranni, part. Sacra conversazione e Resurrezione

Il secondo altare a sinistra corrisponde alla nota Cappella Tiranni opera notevole di Giovanni Santi che a detta del Pungileoni qui realizzò "il suo capo lavoro" indicando tale complessa Cappella come la "bell'opera che fu l'estremo di sua possa". Fu eseguita, su commissione di Pietro Tiranni tradizionalmente nei primi anni novanta (il Santi muore nel 1494). 

A lato del terzo altare, recante stemmi rovereschi, è un frammento d'affresco dell'antica decorazione medioevale della chiesa occultata nel 1576 con uno strato d'intonaco. Al centro dell'abside è una pala barocca del XVII secolo raffigurante la Visione di San Giacinto. 
Sul lato destro della chiesa la pala dell'altare vicino alla cantoria con organo del 1853 di Carlo Carletti da Fabriano, è la Presentazione al Tempio di Gaetano Lapis. Sul lato sinistro dell'altare entro una nicchia è la cinquecentesca Annunciazione che, per gli evidenti richiami alle opere del Signorelli, è stata attribuita a Girolamo Genga e recentemente a Timoteo Viti e Giuliano Presutti, quest'ultimo autore solo della figura del Padre Eterno della lunetta. Nell'ampia cripta (scala a lato della Cappella Tiranni) è un ciclo d'affreschi di Antonio Viviani (1560 - 1629).
Da questa chiesa proviene, tradizionalmente, un frammento di affresco con la testa di San Sebastiano attribuito a Giovanni Santi ed oggi nel Museo Civico.